# Plattkopf-Wasserfloh
Der Plattkopf-Wasserfloh (Simocephalus vetulus) ist eine Krebsart aus der Klasse der Kiemenfußkrebse.
Der deutsche Trivialname Plattkopf-Wasserfloh wurde für diese Art von Heinz Streble und Dieter Krauter in ihrem oft verwendeten deutschsprachigen Naturführer Das Leben im Wassertropfen 1973 neu eingeführt.
Weibchen werden bis zu 3 Millimeter lang und sind dunkelgrün bis braun gefärbt. Der Kopf ist winzig. Er ist von der Schale oben durch eine kleine Einbuchtung abgesetzt. Die Schalen sind feinpunktiert und quergestreift mit sehr langen Feldern. Die ersten Antennen werden von den Schalenklappen vollständig bedeckt. Die zweiten Antennen besitzen neun Borsten. Die äußerste Ruderborste ist am Ende häkchenförmig umgebogen und kaum befiedert. Die Furca-Krallen haben keine Nebenkämme an der Basis. Der Augenfleck (Naupliusauge) ist oval. Die postabdominale Klaue ist gleichmäßig bezahnt. Diese beiden Merkmale unterscheiden den Plattfuß-Wasserfloh von anderen Wasserflöhen.

## Vorkommen
Simocephalus vetulus kommt in den Uferzonen aller Süßgewässer häufig vor.